# Levertraan

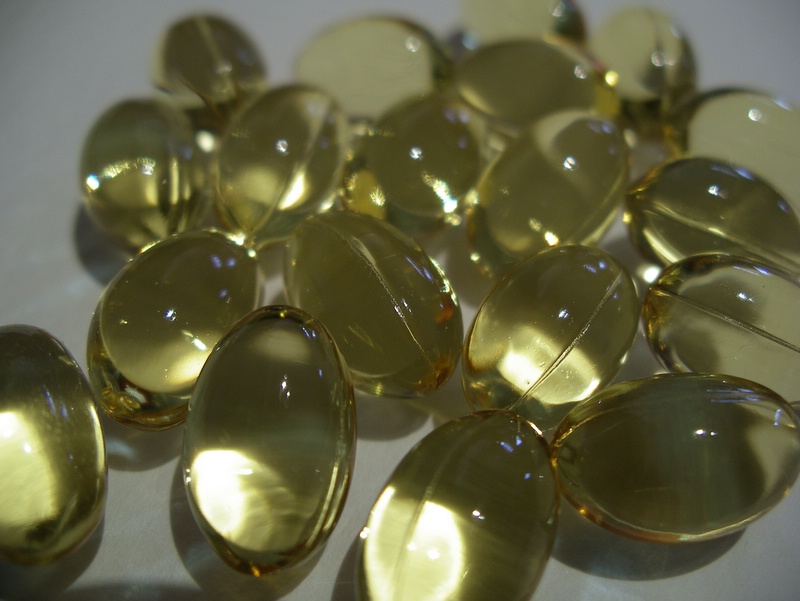
Levertraancapsules

Levertraan is een dierlijke olie, gewonnen uit de lever van kabeljauw, schelvis en andere vissen uit de familie van kabeljauwen (Gadidae). Soms wordt ook de lever van heilbot gebruikt. Het is een wijdverbreid misverstand dat levertraan van walvissen afkomstig is (van walvissen komt walvistraan, een brandstof).
Levertraan is een vette olie en bevat jodium, fosfor, en vitamine A en D en is tevens een van de producten met het hoogste gehalte aan omega 3-vetzuren. In vrijwel alle levertraanproducten zijn de niveaus van vitamine A en D, die van nature in levertraan aanwezig zijn (en die kunnen fluctueren tussen verschillende charges/partijen), aangevuld met extra hoeveelheden van deze vitamines om tot constante (gestandaardiseerde) hoeveelheden vitamine A en D te komen. Ongevitamineerde levertraan (waarbij deze standaardisatie niet heeft plaatsgevonden) is voor zover bekend niet te koop in Nederland of België.
Zuivere levertraan is een kleurloze of lichtgele olie, met een enigszins visachtige maar niet ranzige smaak en geur. Vanwege de typische smaak wordt levertraan meestal in capsulevorm ingenomen. Ook worden soms smaakstoffen van munt of citrusvruchten toegevoegd.
Omdat levertraan rijk is aan vitamine D, werd ze vaak aan kinderen gegeven ter preventie van rachitis, een beenderziekte die het gevolg is van een tekort aan vitamine D. Tijdens de oorlogsjaren 40-44 kregen de leerlingen van de lagere school, tijdens de speeltijd van 10 uur, een lepel levertraan te slikken. Vanaf het midden van de twintigste eeuw konden vitamine A en D chemisch worden geïsoleerd en vanaf 1961 werden deze vitamines aan margarine toegevoegd. Sindsdien is de consumptie van levertraan sterk verminderd.